# 近未来予報ツギクル
『近未来予報ツギクル』（きんみらいよほうツギクル）は、フジテレビで、2008年4月17日から2009年3月19日まで、毎週金曜3時10分から3時40分（木曜深夜）に放送された情報番組。インターネットのブログを解析して、近い将来の流行を予測する番組。木下あゆ美扮する「あゆ美様」が女王様風のドSキャラでデータを解析した。

## 概要
- 放送終了後、公式サイトから無料で番組がストリーミングで配信される。なお、配信版では著作権の都合で本放送で流れた音楽がカットされている。
- 2008年10月16日放送分からオープニングにテーマソングが挿入され、タイムテーブルの一部が変更。一社提供だったtrans cosmosも提供クレジットからなくなった（CM自体はあり）。

## 出演者
- 木下あゆ美 － ツギクル予報官 あゆ美、ジャスミン（あゆ美様の双子の妹）
- 椿姫彩菜 － 花予報官
- 相川梨絵 － デレラ（ナレーション）

- 辛酸なめ子 － ゲスト予報官（第1回〜第3回、第16回：生放送に参加、第17回：生放送で放送されなかったツギクルを紹介、第28回：花予報本編とは別の花予報年末スペシャルに出演、第35回〜第37回）
- 中條寿子 － ゲスト予報官（第4回〜第6回）（小悪魔ageha編集長）
- 岡江美希 － ゲスト予報官（第7回〜第10回）（ニューハーフ美容研究家）
- 黒崎えり子 － ゲスト予報官（第11回〜第14回）（ネイリスト）
- 柿沢安耶 － ゲスト予報官（第18回〜第20回）（野菜スイーツパティシエ）
- はいだしょうこ － ゲスト予報官（第21回〜第22回）（歌手）
- 吉田真希子 － ゲスト予報官（第23回〜第24回）（女優、美食デザイナー）
- 松尾依里佳 － ゲスト予報官（第25回〜第26回）（ヴァイオリニスト）
- 国井律子 － ゲスト予報官（第27回〜第28回）（エッセイスト）
- 秀麗 － ゲスト予報官（第29回〜第30回）（書道家）
- 森本容子 － ゲスト予報官（第31回〜第32回）（ファッションアドバイザー）
- ふくだあかり － ゲスト予報官（第33回〜第34回）（女性アングラー）
- 大輪教授 － ツギクル教授（第33回〜第34回）（お笑い芸人）

## コーナー
ツギクル予報のコーナー
毎回違うテーマに沿ってブログを解析し、次に流行すると思われるもの（ツギクル）を予想する。画面下にはチャット形式の実況が入る。
椿姫の花予報
椿姫彩菜と流行に敏感な「旬な人」がトークする。#38 最終回ゲストは「あゆ美様」。
ツギクルくん（作：ピョコタン）
無職のツギクルくんが第20回まで現実世界、第21回からはmeet-meでのツギクルを探す。最後は家族から嫌味を言われたツギクルくんが「ウルセー!」と怒る。現在はニコニコ動画で第20回放送分まで観ることができる。
あゆ美サマの言い残し（第21回より）

## テーマ・放送日
- 第1回「2008年のビリーは?」（4月17日放送）- ビリーズブートキャンプのツギクル
- 第2回「2008年のゆるキャラは?」（4月24日放送）- まりもっこりのツギクル
- 第3回「2008年の美容法は?」（5月1日放送）- 岩盤浴のツギクル
- 第4回「2008年の東京でブレイクするご当地グルメは?」（5月8日放送）- 佐世保バーガーのツギクル
- 第5回「2008年の大人の趣味は?」（5月15日放送）- デジタル一眼レフカメラのツギクル
- 第6回「デコ電のツギイクは?」（5月29日放送）
- 第7回「脳トレ」のツギクルは?（6月5日放送）
- 第8回「ドラ旅」のツギクルは?（6月12日放送）
- 第9回「エコバッグ」のツギクルは?（6月19日放送）
- 第10回「メイドカフェ」のツギクルは?（6月26日放送）
- 第11回「ロールケーキ」のツギクルは?（7月3日放送）
- 第12回「2008年ツギクルペットは?」（7月10日放送）
- 第13回「2008年ハンカチ王子のツギクルは?」（7月17日放送）
- 第14回「2008年ご当地名菓のツギクルは?」（7月24日放送）
- 第15回「ツギクル 検証スペシャル」（7月31日放送）- あゆ美様の双子の妹という設定である"ジャスミン"（実際は木下あゆ美本人）と椿姫彩菜が、これまでの『ツギクル』予想の“その後”を追跡・検証した。
- 第16回　生番組「私のあとに日が昇るのよスペシャル」（8月7日放送）- 生放送終了後、生ストリーミングで続きを配信。
- 第17回「習い事のツギクルは？」（8月21日放送）
- 第18回「宮崎マンゴーのツギクルは?」（9月4日放送）
- 第19回「海南風チキンライスのツギクルは?」（9月11日放送）
- 第20回「脳内メーカーのツギクルは?」（9月18日放送）

--約1ヶ月間のお休み--
- 第21回「もちもち」のツギクルは?（10月16日放送、リニューアルオープン、3クール目）
- 第22回「大人の社会科見学」のツギクルは?（10月23日放送）
- 第23回「コラーゲン鍋」のツギクルは?（10月30日放送）
- 第24回「レギンス」のツギクルは?（11月14日放送）
- 第25回「ゴルフバー」のツギクルは?（11月20日放送）
- 第26回　2008年のクリスマスプレゼント（11月27日放送）
- 第27回「空弁」のツギクルは?（12月04日放送）
- 第28回「金融危機」のツギクルは?（12月18日放送）
- 第29回 2009年合格祈願のツギクルは?（1月8日放送）
- 第30回「0系新幹線」のツギクルは?（1月15日放送）
- 第31回「柚子胡椒」のツギクルは?（1月22日放送）
- 第32回 おひとりさまのツギクルは?（1月29日放送）
- 第33回 茂木健一郎先生のツギクルは?（2月5日放送）
- 第34回 2009年のデートスポットは?（2月12日放送、前半はジャスミンが登場）
- 第35回 2009年の健康法は?（2月19日放送）
- 第36回 せんとくんのツギクル（2月26日放送）
- 第37回 マグロのツギクル（3月5日放送）
- 第38回　最終回 「日本のツギクル未来」（3月19日放送）

## 番組専門用語
- ツギクル
- スグクル
- スデキタ
- ツギイク
- キテルノグラフ - 日本語で書かれたブログ1億3千万件（第7回より1億8千万件、第21回より2億1千万件）のデータを解析し、調査キーワードがブログに登場した回数をカウントしたグラフ。
- ニューキテルノグラフ（第21回よりリニューアルに伴い登場）
- 人気圧（人気の気圧配置）
  - ナマコ型（じわじわブレイク）
  - 富士山型（口コミ主体）
  - 大聖堂型（大ブレイク）
  - ビラビラ型（散発話題）
- BKV (Bllog Keyword Visualiser)
  - ブログキーワードビジュアライザー
  - 「調査キーワード」に付属して語られる言葉をビジュアル化して見られるアイテム
  - 提供：So-net()
- キテル法則 - 人気になった要因

## スタッフ
- 構成：たむらようこ、川島浩司、古賀文恵、中倉けんじ
- デレラのキャラクターデザイン：ミムラマキコ
- TP：勝村信之
- TD：中井章晴
- SW：片平哲也
- カメラ：若林茂人
- 音声：長谷川輝彦
- VE：中井章晴
- 照明：川田敦史
- 美術プロデューサー：木村文洋
- CG：末吉寿美子、道上智成
- デザイン：鈴木賢太
- 美術進行：横守剛
- CGアニメ：おおたまこと、ピョコタン、サヲリブラウン
- オープニング：黒宇
- システム設計：宮下直己
- オープニング・ジングル：はいだしょうこ（第21回〜第38回）
  - サウンドプロデュース・作曲：山沢大洋
  - 編曲・演奏：武藤星児
- 編集：重田祐作
- MA：藤本義之
- 音響効果：渡辺貴信
- 技術協力：八峯テレビ、FLT、笑カンパニー、So-net
- 制作デスク：田中万貴
- TK：山田香織
- サイト制作：橋本英明
- BB配信：金栗英彦
- 広報：名須川京子
- 編成：山本麻未子
- 制作協力：トランスコスモス
- AD：小林千妃呂
- ディレクター：池田純人、高橋龍平
- 企画：時澤正、出澤真理子
- プロデューサー：中村百合子→小林登
- 演出：福原伸治
- 制作：フジテレビ情報制作局
- 制作著作：フジテレビ